# 穴吹町古宮
穴吹町古宮（あなぶきちょうふるみや）は、徳島県美馬市の大字。2015年10月1日現在の人口は80人、世帯数は50世帯。郵便番号は〒777-0007。
大部分はかつての古宮村（半平山村）だった。「古宮」の由来は、かつて宮が存在したこの地域内の一地域の名前であるが、現在の小字等には存在しない。

## 地理
美馬市の南部に位置。東と南は木屋平、西は美馬郡つるぎ町、北は穴吹町口山といずれも山地を挟んで境する。穴吹川は地内中央部を西流し、さらに北流する。
面積の80%強が山林であり、耕地の大部分が山地の綾斜面に広がり、水田面積はわずかに耕地の15%にすぎない。
この地域は地すべりを起こしやすい地質と地質構造であり、昭和51年(1976年)台風17号において甚大な被害を受け、住民の低地への集団移転を起こすこととなった。
昭和の初年頃まで剣山への表参道として、修験者や信者が穴吹川を遡り、南に位置する杖立峠を越えていった。

### 山岳
- 八面山 - 四国百名山選定
- 正善山
- 綱付山
- 半平山

### 河川
- 穴吹川

### 小字
- 内田
- 大平
- 川瀬
- 北又
- 喜来
- 葛生
- 四合地
- 生子屋敷
- 新名
- 田野内
- 葛籠
- 長尾
- 半平
- 平谷

## 歴史
- 2005年（平成17年）3月1日 - 美馬郡穴吹町が木屋平村・美馬町・脇町と合併して美馬市となり、現在の町名となる。

## 施設
- 石尾神社
- 杖立峠

かつて存在した施設
- 美馬市立長尾小学校

## 交通

### 道路
国道
- 国道492号

都道府県道
- 徳島県道259号一宇古宮線